# Газні-хан
Газні-хан (урду غزنی خان; д/н — 1508) — 6-й султан Хандешу у 1508 році.

## Життєпис
Син Дауд-хана. Був ймовірно доволі молодим. коли зійшов на трон. Опинився у вирі придворних інтриг. Його стрийко — візир Гісам ад-дін Хусейн Алі — протистояв іншій групі знаті, що висунула претендентом Алам-хана з побічної лінії, який мешкав в Ахмеднагарському султанаті. Через 2 місяці молодого правителя було отруєно за наказом Хусейна Алі. Проте це спричинило повстання, яке підтримав ахмеднагарський султан Ахмад Нізам-шах I, який домігся передачі влади Алам-ханові.